# Бюльбюль жовтоголовий
Бюльбю́ль жовтоголовий (Pycnonotus zeylanicus) — вид горобцеподібних птахів родини бюльбюлевих (Pycnonotidae). Мешкає в Південно-Східній Азії.

## Опис

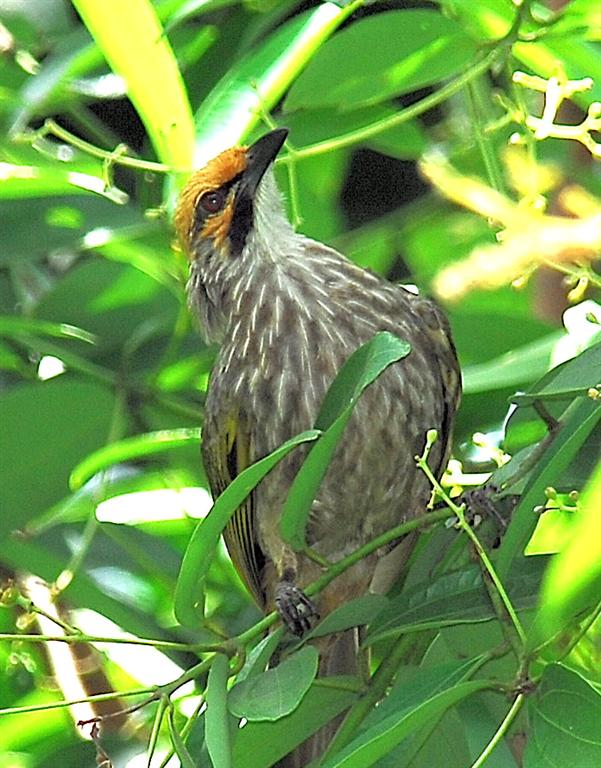
Жовтоголовий бюльбюль

Довжина птаха становить 28-29 см, вага 80-93 г. Тім'я і щоки золотисто-жовті. Через очі проходять чорні смуги, під дзьобом чорні "вуса". Горло біле. Спина і хвіст темно-коричневі, крила попелясті, махові пера оливково-зелені. Боки коричнюваті або сірі, нижня частина тіла сіра. Верхня частина тіла і груди поцятковані білими смужками. Дзьоб чорний, лапи сірі, очі червонувато-карі. У молодих птахів голова тьмяніша, коричнювата. Голос гучний, мелодійний, включає різноманітні трелі.

## Поширення і екологія
Жовтоголові бюльбюлі мешкають в материковій Малайзії, в Сінгапурі і на Калімантані (за виключенням півдня). Імовірно вимерли в М'янмі і Таїланді, на островах Ява, Ніас і Сіпорі. Популяція на Суматрі, імовірно, знаходиться на межі вимирання. Вони живуть у вологих рівнинних тропічних лісах, в чагарникових і мангрових заростях, на болотах, полях і плантаціяХ. в парках і садах. Зустрічаються на висоті до 1600 м над рівнем моря. 

## Поведінка
Жовтоголові бюльбюлі ведуть осілий спосіб життя, зустрічаються парами або невеликими сімейними зграями. Живляться плодами, ягодами і комахами. Розмножуються протягом всього року. Гніздо чашоподібне. зроблене з корінців, листя і гілочок, розміщується на нижніх гілках дерева або серед чагарників. В кладці 2-3 яйця, інкубаційний період триває 16 днів.

## Збереження
МСОП класифікує цей вид як такий, що перебуває на межі зникнення. До середини XX століття це був досить поширений вид в межах свого ареалу, однак нині його популяція, за оцінками дослідників, становить від 600 до 1700 птахів, з яких від 200 до 500 птахів мешкає в парках Сінгапуру. Основними причинами катастрофічного зменшення популяції жовтоголових бюльбюлів стали вилов з метою продажу на птавшиних ринках та знищення природного середовища.